# Fornegyptisk litteratur

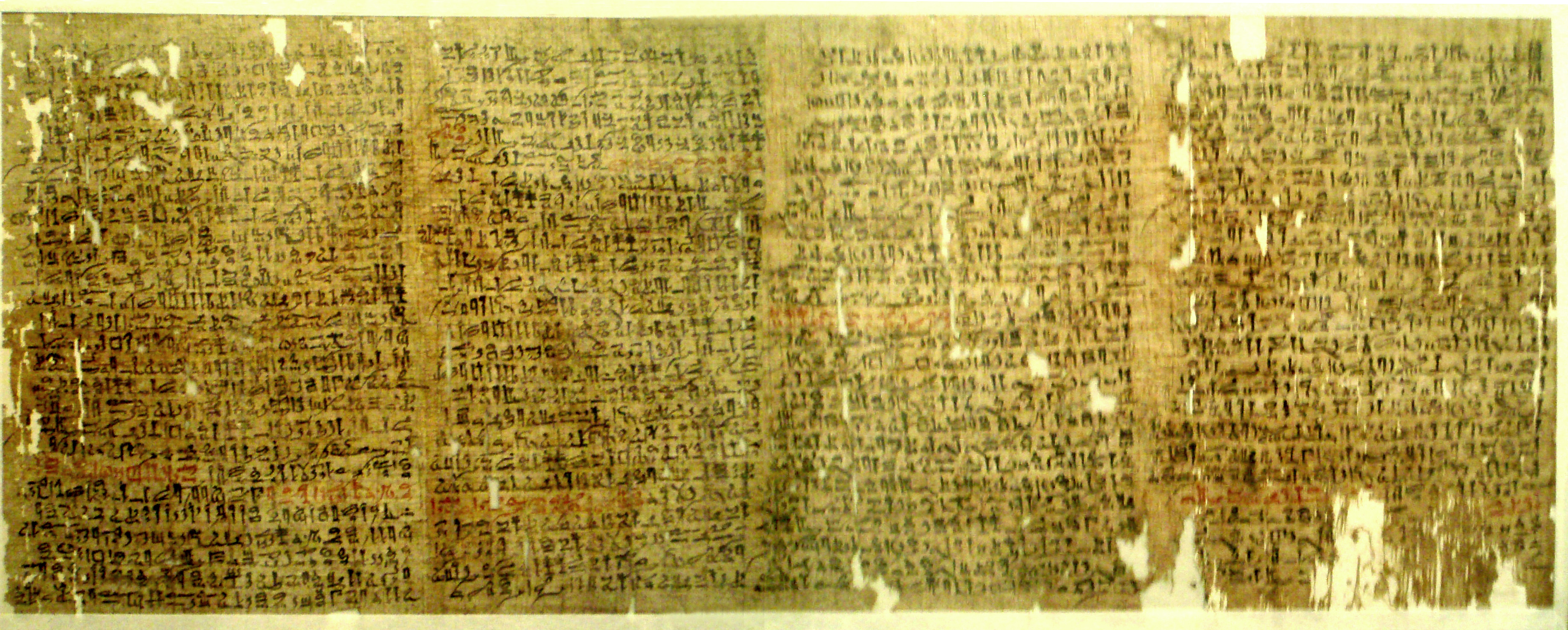
Westcar-papyrusen, hieratisk skrift, Berättelser från kung Cheops hov.

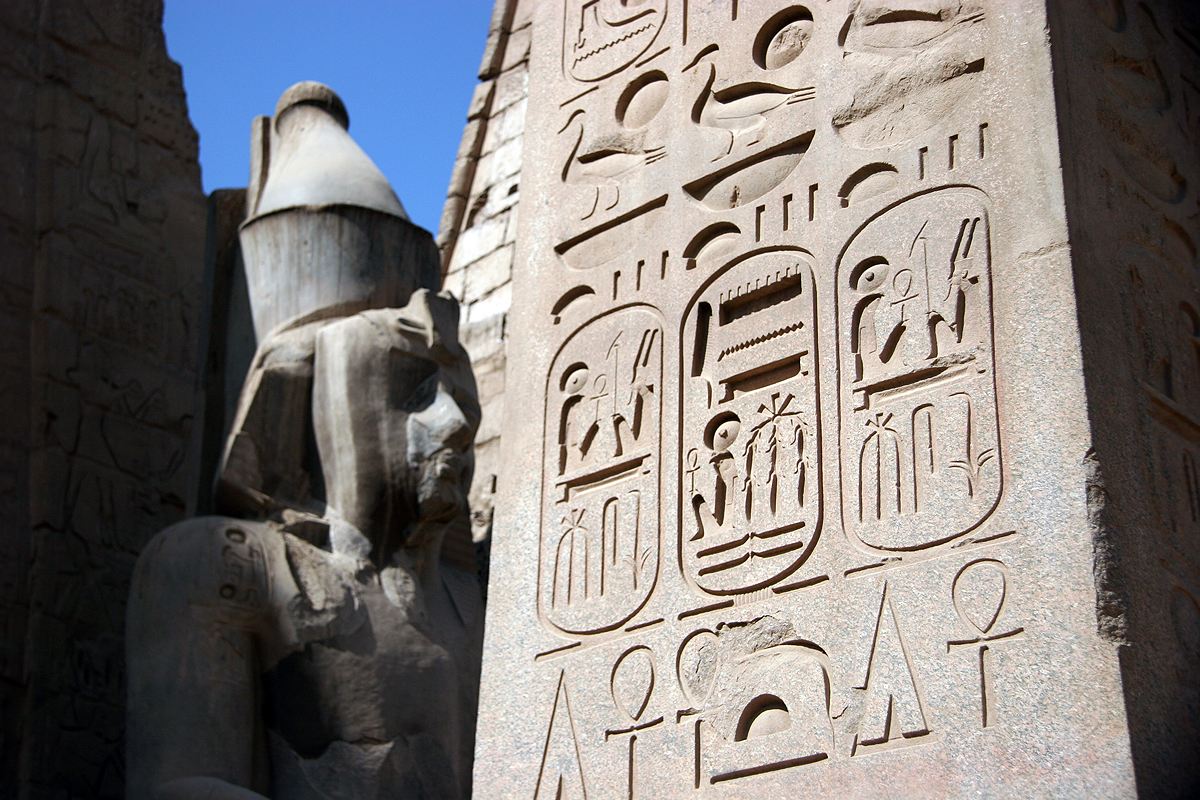
Egyptiska hieroglyfer och kartusch för Ramses II, Luxortemplet.

Den fornegyptiska litteraturen är litteraturen skriven på egyptiska från faraonisk tid till tiden som romersk provins. Tillsammans med den sumeriska litteraturen anses den egyptiska litteraturen vara världens äldsta. Den räknas till antikens litteratur. Pyramidtexterna är världens äldsta kända religiösa litteratur.
Skriften i det gamla Egypten - både hieroglyfer och hieratisk skrift - uppkom på sent 3000-tal f.Kr. under sen fördynastisk tid. Runt tiden för Gamla riket (2600-2100 f.Kr.) användes skrift till gravtexter, brev, religiösa hymner och dikter, och självbiografiska texter av framstående ämbetsmän. Det var inte förrän Mellersta rikets tid (2060 - 1795 f.Kr) som medicinska skrifter, vetenskapliga texter och berättande skönlitteratur skapades. Detta innebar ett slags medierevolution, vilket Richard B. Parkinson förklarar som en följd av att en intellektuell klass av skrivare uppkommer, liksom nya uppfattningar om individualitet, ökad läskunnighet och mer omfattande tillgång till skrivet material. Det är dock möjligt att den sammantagna läskunnigheten var lägre än en procent av befolkningen. Skapandet av en litteratur var följaktligen en syssla för eliterna, som skrivarklassen i kunglig och statlig tjänst hade monopol på. Det råder dock oenighet bland forskare om hur beroende den antika egyptiska litteraturen var av de sociopolitiska strukturerna hos faraonernas hov.
Mellanegyptiska, den egyptiska som talades under Mellersta riket, blev ett klassiskt språk under Nya riket (1550 - 1070 f.Kr.) när folkspråket känt som nyegyptiska började användas i skrift. Skrivare under Nya riket upprättade en kanon och kopierade många texter som var skrivna på mellanegyptiska, som fortfor vara språket som användes för recitation av de heliga texterna på hieroglyfer. Några genrer i litteraturen från Mellersta riket, såsom sebayt (Visdomslära eller Vishetslitteratur, till exempel Prisse-papyrusen och Insinger-papyrusen) och traditionellt berättande, fortsatte vara populära under Nya riket, men profetior började inte skrivas igen förrän under Ptolemeiska dynastin (305 f.Kr. till 30 f.Kr.).
Litteraturen från antikens Egypten har bevarats i många former. Detta innefattar papyrusrullar, ostrakon av kalksten eller krukskärvor, skrivbräden av trä, stenmonument, och kistor. Det är endast en liten del av litteraturen från antiken som upptäcks av arkeologer. Nildeltat är underrepresenterat eftersom vätan förstör papyrus, men från ökenområdena har det upptäckts flertusenårig litteratur från ytterkanterna av den egyptiska civilisationen.
De äldsta bevarade papyrusmanuskripten är Abusir papyri från cirka 2400-talet f. Kr. Senare tillkom även skönlitterära verk. Bland de kändaste skrifterna återfinns: Prinsen med de tre ödena, Historien om de två bröderna (återfinns i Orbiney-papyrusen), Ramses II och prinsessan av Bachtan, Historien om Sinuhe (återfinns bl.a. i Berlin 3022-papyrusen), Historien om den vältalige bonden och Wenamons sjöfärd(återfinns bland Golenisjtjev papyri).
Bland vishetslitteraturen finns bland annat Amenemhats läror och Lojalistens läror. Under Nya rikets tid var det vanligt att hågkomster tecknades ned som graffiti på tempel och gravväggar, men formellt fanns det språkliga likheter med andra genrer. Upphovsmannaskap anågs bara viktigt i några få genrer, medan vishetslitteraturen skrevs anonymt eller falskt tillskrivet berömda personer.